# Compactació del sòl
La compactació del sòl, en enginyeria geotècnica, és el procés en el qual una pressió aplicada al sòl causa la seva densificació a mesura que l'aire és desplaçat dels porus entre els grànuls del sòl. Quan la força aplicada que causa la densificació es deu al desplaçament de l'aigua (o d'un altre líquid) dels grànuls del sòl es presenta la consolidació del sòl i no la compactació. Normalment la compactació és el resultat del pas de maquinària pesant que comprimeix el sòl, però també pot ocórrer pel pas, per exemple, dels peus dels animals especialment dels ramats.
En edafologia i agronomia la compactació del sòl normalment és una combinació de la compactació i la consolidació, per tant poden passar per la amnca d'aigua en el sòl, la tensió aplicada és d'aspiració interna a causa de l'evaporació de l'aigua també pot ser deguda al pas dels peus dels animals. Els sòls afectats per la compactació esdevenen menys capaços d'absorbir la pluja, i així s'incrementa l'escorrentia i l'erosió. Les plantes tenen dificultats en els sòls compactats a causa del fet que els grànuls minerals compactats estan atapeïts, deixant poc espai per l'aire i l'aigua, els quals són essencials pel creixement de les arrels. Els animals que fan caus també hi troben un ambient hostil, ja que els sòls molt densos són difícils de foradar. La capacitat d'un sòl de recuperar-se d'aquest tipus de compactació depèn del clima, la mineralogia i la fauna. Els sòls amb una alta capacitat d'expansió-contracció com són els vertisols es recuperen ràpidament de la compactació on les condicions d'humitat són variables (els períodes de sequera fan esquerdar el sòl). Però les argiles que no s'esquerden quan s'assequen no es poden recuperar de la compactació per elles mateixes a menys que tinguin animals com els cucs de terra.

## Mètodes de compactació

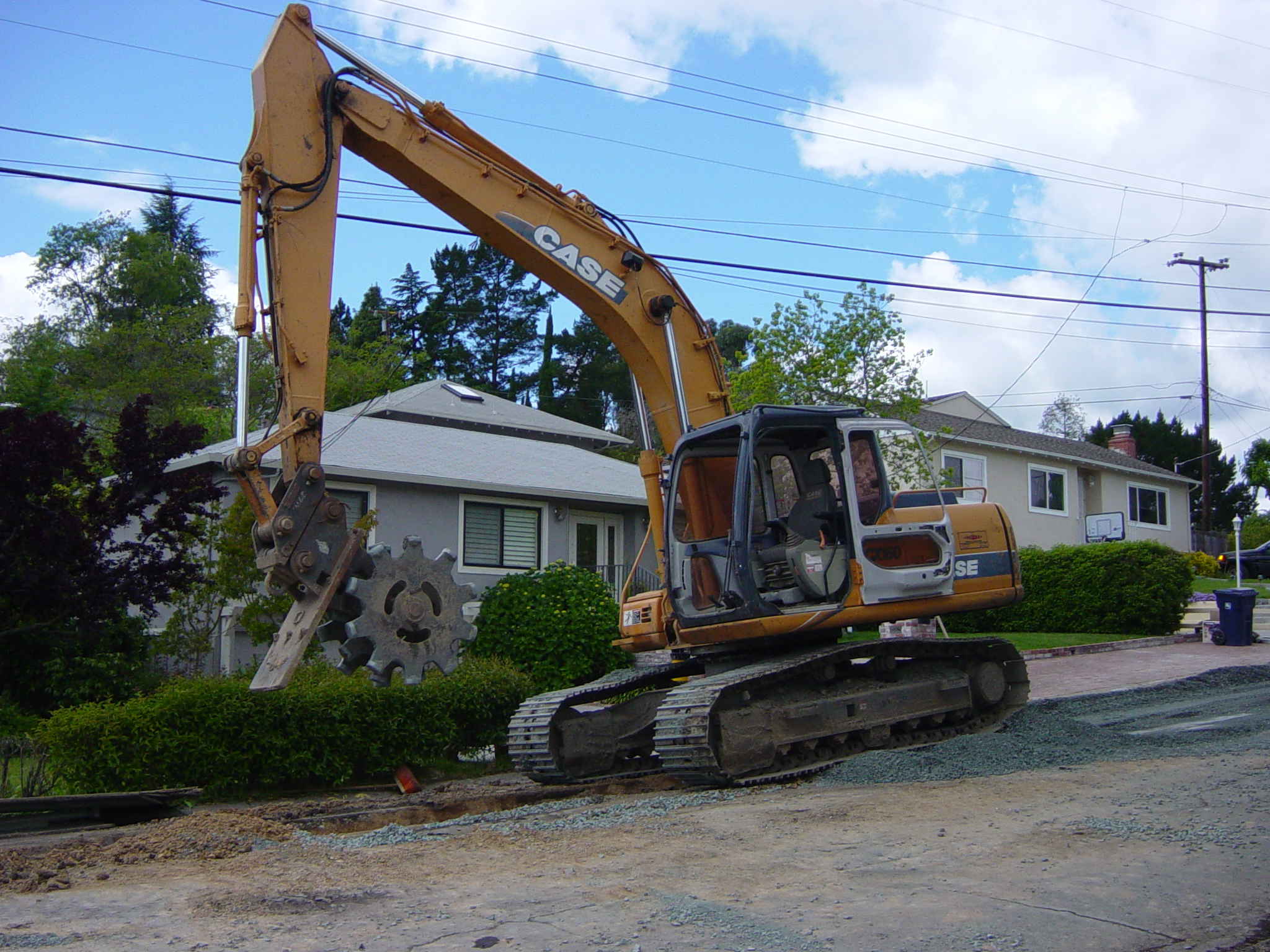
Una retroexcavadora sobre eruga equipada per a compactar.

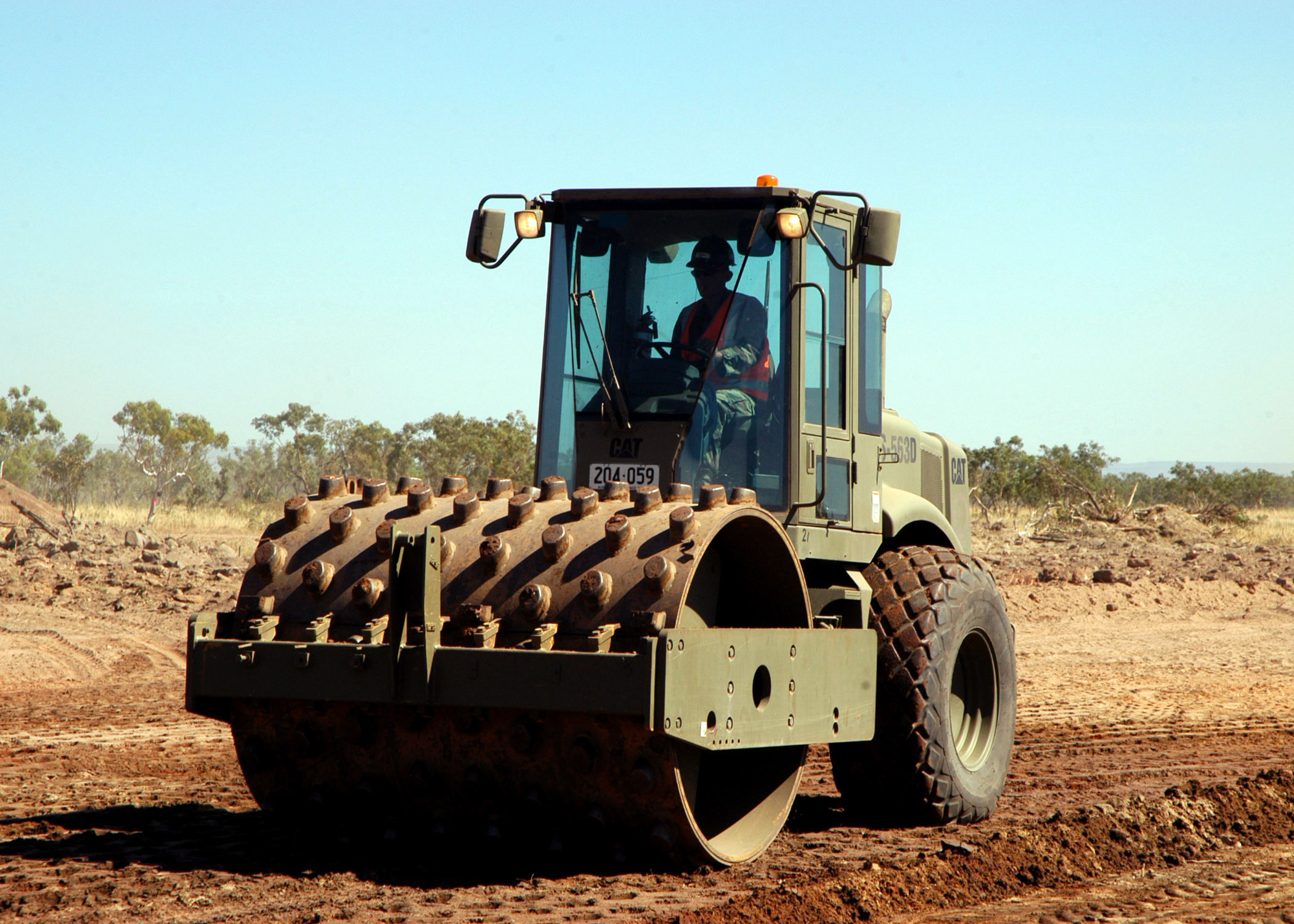
Una compactadora de la U.S. Navy.

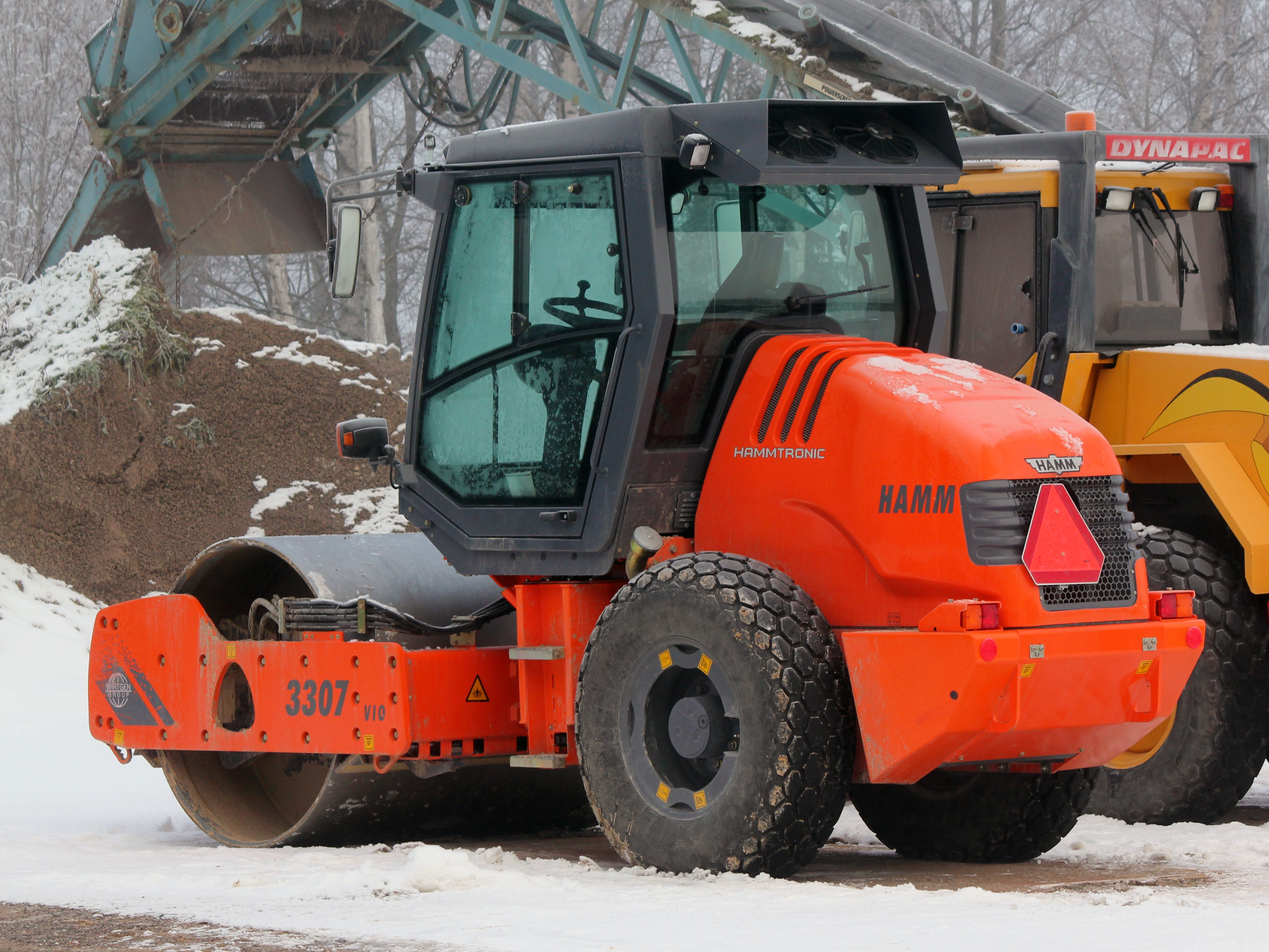
Un Hamm AGper per a compactar l'asfalt i els sòls granular.

Hi ha diversos sistemes per compactar un material. Alguns d'ells són més apropiats que els altres per compactar els sòls i altres es fan servir per compactar materials que no són els sòls com l'asfalt. Les tècniques disponibles es poden classificar com:
1. Estàtiques – una gran pressió s'aplica al sòl i després s'allibera
2. D'impacte - la tensió s'aplica en deixar caure una massa de grans dimensions en la superfície del sòl.
3. Vibradores - una tensió és aplicada diverses vegades i ràpidament a través d'una placa d'accionament mecànic o un martell. Combinada sovint amb la compactació laminant (vegeu a sota).
4. Giratòries - un esforç estàtic s'aplica i es manté en una direcció mentre que el sòl és objecte d'un moviment giratori al voltant de l'eix de càrrega estàtica. Es limita a aplicacions de laboratori.
5. Laminants - un cilindre pesant es fa rodar sobre la superfície del sòl. Comunament és utilitzat en camps d'esports. Corró compactador sovint són equipats amb dispositius de vibració per millorar-ne la capacitat.
6. Per esforç de cisallament - s'aplica per l'alternança de moviment en les posicions adjacents. Un exemple, en combinació amb la compactació de laminació, és la 'pota de cabra' un corró utilitzat en la compactació de residus en els abocadors.

## En la construcció
La compactació del sòl és vital en el procés de la construcció. Es fa servir per donar suport a les entitats estructurals com fonaments dels edificis, carreteres, voreres, i les estructures per retenir la terra, per citar-ne unes poques. En general les propietats que s'han de considerar en els sòls preseleccionats les de ser prou resistents, ser relativament incompressible, ser duradors i segurs contra el deteriorament, i posseir l'adequada permeabilitat.

## En l'agricultura
La compactació en agricultura deguda a un trànsit de maquinària pesant o d'animals pot reduir el creixement de les plantes. Tanmateix no es pot afirmar que qualsevol compactació redueix el creixement de les plantes. Aquest tema és compliat, perquè implica la resposta de la planta a l'estructura del sòl i a la disponibilitat de l'aigua. Per tant, requereix el coneixement de la distribució de la pressió en el sòl per sota de la càrrega aplicada i el coneixement sobre la deformació.
Les solucions per vèncer la compactació agrícola són la forma de llaurar i el sistema zaï.